# Dalla Terra alla Luna
Dalla Terra alla Luna (De la Terre à la Lune, trajet direct en 97 heures 20 minutes) è un romanzo di fantascienza di Jules Verne del 1865, prima parte di un dittico che si chiude con Intorno alla Luna (Autour de la Lune) scritto nel 1870. In questo romanzo Verne anticipa le prime fasi dello storico allunaggio, avvenuto realmente 104 anni dopo con la missione spaziale Apollo 11, il 20 luglio 1969.

## Trama
- Molto rumore? - chiese un artigliere appassionato.

- Molto rumore nel vero senso della parola - rispose Barbicane. Mannaggia il caspiolo»
I soci del Gun Club, associazione americana di artiglieri, annunciano di avere inventato un cannone capace di sparare un proiettile in grado di raggiungere la Luna. Il progetto prevede che il proiettile sia di forma sferica, costruito in alluminio, e che il dispositivo di lancio, un'enorme bocca da fuoco  incassata nel terreno, utilizzi come detonatore il fulmicotone.
Mentre i più illustri scienziati discutono la questione, da tutto il mondo arrivano i soldi per finanziare l'impresa. Michel Ardan, un avventuriero francese, propone di modificare la forma del proiettile da sferica a cilindro-conica cosi da potervi entrare, offrendosi di diventare così il primo astronauta della storia.
Intanto infiamma una disputa tra il direttore del Gun Club ideatore dell'impresa, e il capitano Nicholl, suo avversario politico. Alla fine si arriva a un armistizio: Ardan fa da paciere e placa i due invitandoli a partecipare anche loro all'impresa, la quale è accompagnata anche da una scommessa: se il proiettile, con a bordo Barbicane, Ardan e Nicholl, riuscirà a raggiungere la Luna intatto, senza intoppi di costruzione né di lancio, il Capitano Nicholl dovrà a Barbicane quindicimila dollari.
Alcuni osservatori predicono che l'impresa sarà un fallimento, e che persino il lancio sfocerà in un disastro. Tuttavia il lancio di prova ha successo. Alla presenza di spettatori arrivati da tutto il mondo il proiettile viene quindi lanciato nello spazio. Ma gli uomini sopra non arriveranno a destinazione: la capsula entrerà nell'orbita della Luna e le ruoterà attorno come un satellite. Solo l'ingegno e il lavoro di squadra riuscirà a salvarli da una lunga agonia e dalla morte per asfissia o per fame.

## Personaggi

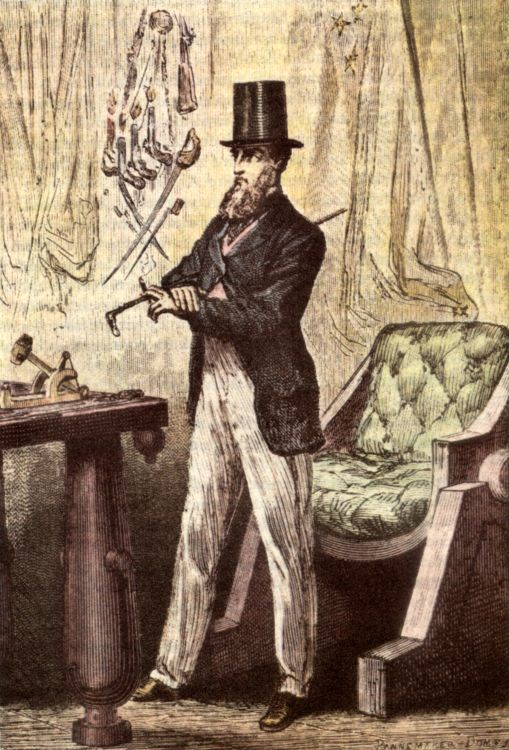
Barbicane, il presidente del Gun Club

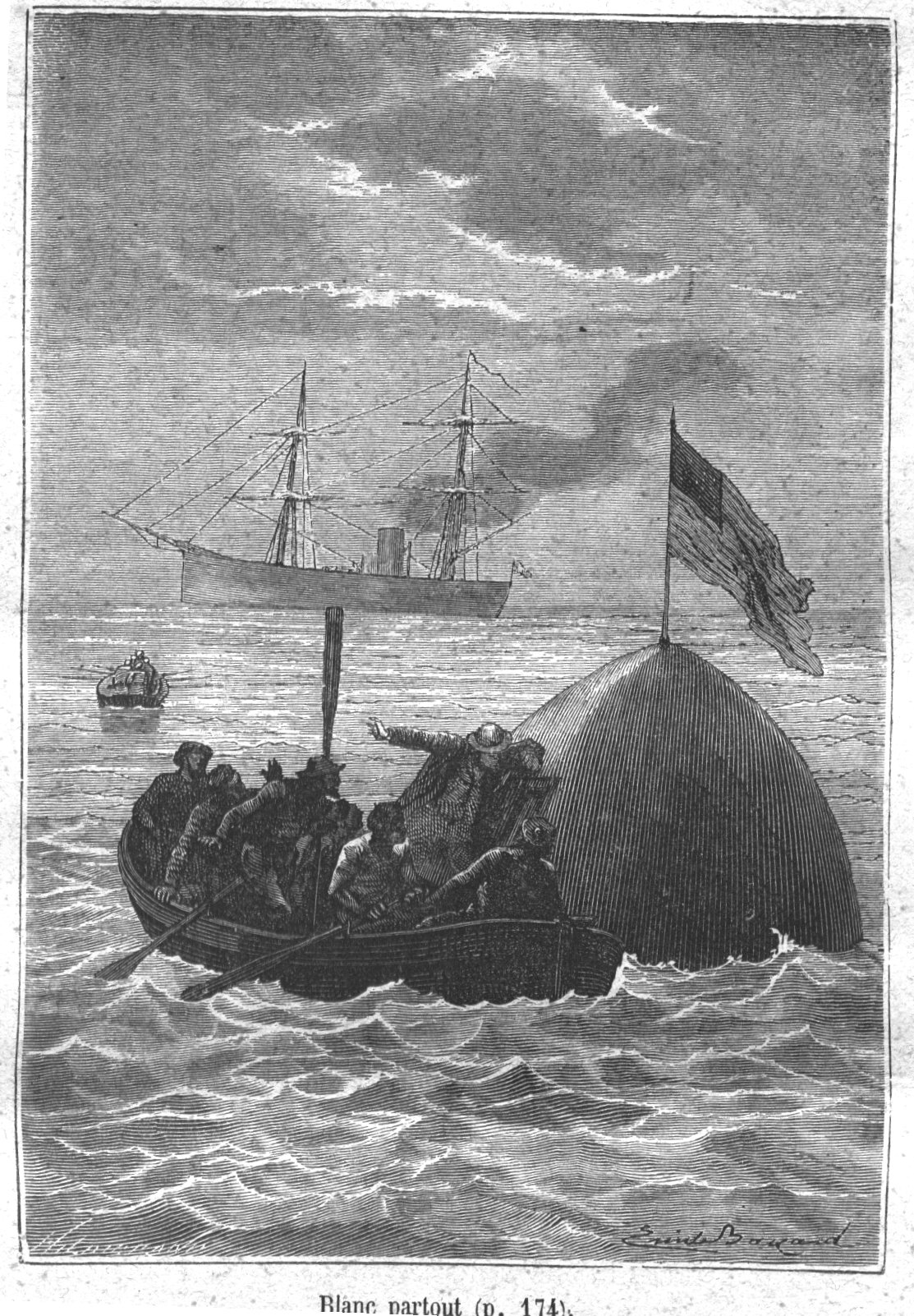
Un'illustrazione dall'edizione del 1872. L'ammaraggio della navetta ricorda da vicino le moderne spedizioni spaziali.

- Impey Barbicane: presidente del Gun Club è l'unico membro ancora in possesso di tutti gli arti. Originario del Nordamerica, è l'ideatore del proiettile lunare (nella forma originale).
- J.T. Maston: segretario del Gun Club, anch'esso nordamericano. Ingegnere di formazione, artigliere, entusiasta, caratterizzato da una mano a uncino e da un cranio artificiale di guttaperca.
- Capitano Nicholl: scienziato, originario di Filadelfia, costruttore di corazze. Americano del Sud e rivale (a distanza) di Barbicane.
- Michel Ardan: esploratore francese. Ispirato al fotografo Nadar[1] , amico di Verne. È sua la proposta di trasformare il progetto originario (lancio di un proiettile sferico vuoto verso la Luna) in una missione di esplorazione (proiettile conico-cilindrico con equipaggio).

## Trasposizioni cinematografiche
Di Dalla Terra alla Luna, una delle storie più celebri di Verne, si è occupato anche il cinema; dal romanzo, assieme a Intorno alla Luna, fu tratto nel 1902 il primo film di fantascienza della storia, ad opera del regista francese Georges Méliès, "Viaggio nella Luna".
Si riporta qui di seguito una filmografia parziale:
- Viaggio nella Luna (Le voyage dans la Lune, 1902) di Georges Méliès
- Excursion dans la lune (1908)[2][3] di Segundo de Chomón, rifacimento scena per scena del capolavoro di Méliès.[4]
- A Trip to the Moon (1914), film d'animazione scritto e diretto da Vincent Whitman (film perduto)[4]
- Dalla Terra alla Luna (From to Earth to the Moon, 1958) di Byron Haskin
- la trama è stata adattata in una trasposizione aniamta con l'edizione "I Grandi Racconti" pubblicata da De Agostini e disponibile presso rivenditori come Feltrinelli.

## Altre opere ispirate al romanzo
- Dalla Terra alla Luna e la sua trasposizione cinematografica sono stati d'ispirazione anche per un'attrazione della Disney: Space Mountain: Dalla Terra alla Luna, a Disneyland Paris in Francia dal 1995 al 2005.
- Nel 2005 è stato pubblicato un videogioco vagamente ispirato al romanzo e al suo sequel: Viaggio al centro della Luna.
- L'astronauta italiano Umberto Guidoni ha scritto il libro Dalla Terra alla Luna - il progetto Apollo 40 anni dopo, edito da Di Renzo Editore nel 2011.